# ۱۳۶۸ (خورشیدی)
سال ۱۳۶۸ هجری خورشیدی سالی عادی است.
سرآغاز آن سه شنبه ۱ فروردین ۱۳۶۸ خورشیدی برابر با ۲۱ مارس ۱۹۸۹ میلادی (مطابق ۱۳ شعبان ۱۴۰۹ قمری قراردادی) و لحظهٔ تحویل آن، ساعت ۱۸:۵۸:۲۹ روز دوشنبه ۲۹ اسفند ۱۳۶۷ خورشیدی برابر با ۲۰ مارس ۱۹۸۹ میلادی (مطابق ۱۲ شعبان ۱۴۰۹ قمری) به وقت ایران بود.

## نام‌گذاری‌ها
- این سال در گاه‌شماری حیوانی سال مار (蛇) است.

## رویدادها
فروردین
- ۶ فروردین - عزل حسینعلی منتظری از قائم مقامی رهبری
- خرداد
- ۱۳ خرداد - درگذشت سید روح‌الله خمینی بنیانگذار جمهوری اسلامی ایران
- ۱۴ خرداد - انتخاب سید علی خامنه‌ای به رهبری ایران توسط مجلس خبرگان رهبری

مرداد
- ۶ مرداد - وقوع سیل ۸۰ شهر و ۳۰۰ روستا در سراسر کشور
- ۶ مرداد - همه‌پرسی قانون اساسی ایران، حذف سمت نخست‌وزیری و حذف شرط مرجعیت برای رهبری و تشکیل مجمع تشخیص مصلحت نظام.
- ۱۲ مرداد - انتخاب شدن اکبر هاشمی رفسنجانی به عنوان چهارمین رئیس جمهور ایران

## زادروزها

### فروردین
- فروردین - ندا جبرائیلی، بازیگر
- فروردین - الناز رکابی، سنگ‌نورد

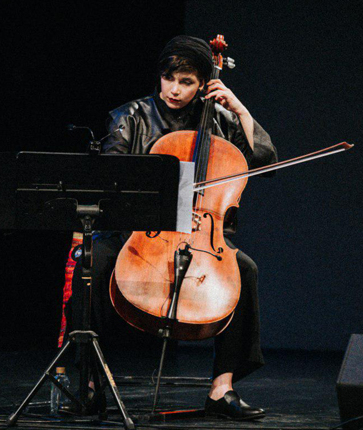
آتنا اشتیاقی

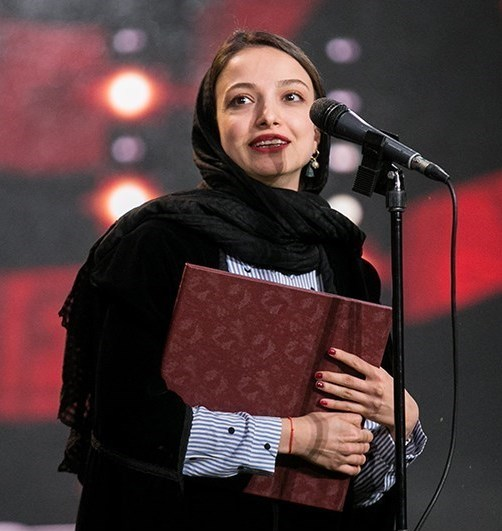
ندا جبرائیلی

- فروردین - مهسا قربانی، داور فوتبال
- ۳ فروردین - آتنا اشتیاقی، نوازندهٔ ویولنسل و کنترباس
- ۱۲ فروردین - محمدباقر صادقی، فوتبالیست

### اردیبهشت

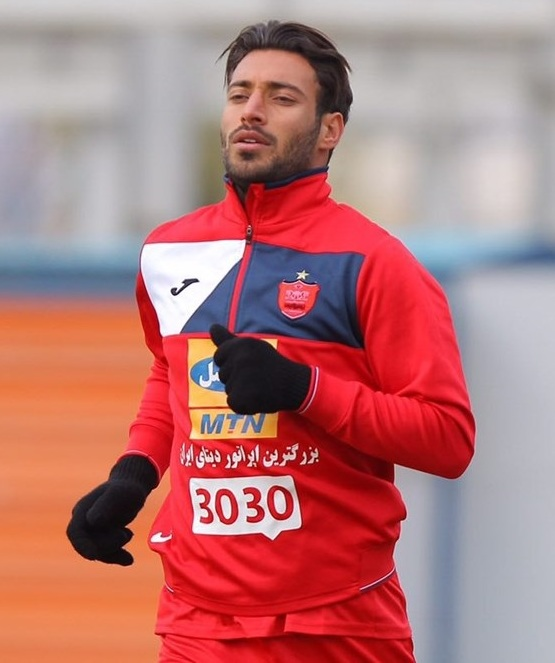
شجاع خلیل‌زاده‎

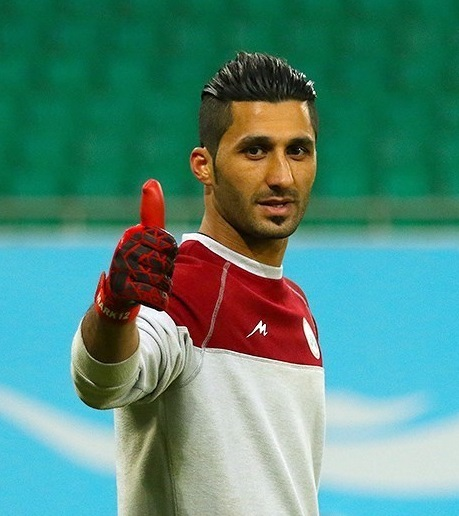
محمدرشید مظاهری

- ۵ اردیبهشت - مبینا نصیری، مجری رادیو
- ۶ اردیبهشت - رزیتا علی‌پور، کاراته‌کا
- ۲۱ اردیبهشت - آرش کمالوند، والیبالیست
- ۲۴ اردیبهشت - شجاع خلیل‌زاده، فوتبالیست
- ۲۴ اردیبهشت - فرید بهزادی کریمی، فوتبالیست
- ۲۸ اردیبهشت - محمدرشید مظاهری، فوتبالیست
- ۲۹ اردیبهشت - احمدرضا طالبیان، قایقران

### خرداد

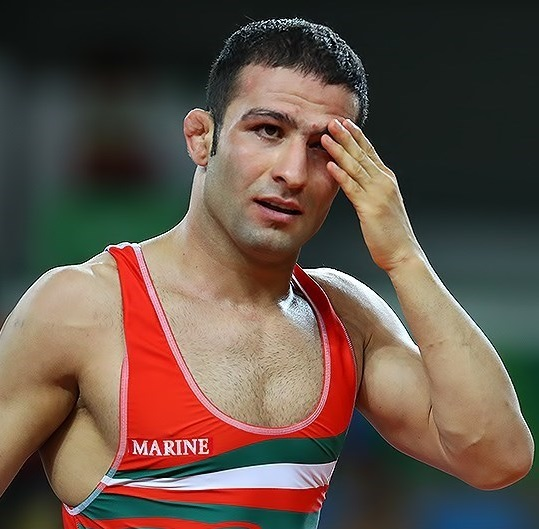
حسن رحیمی

- ۳ خرداد - مهران عالیقدر، بازیکن فوتسال
- ۱۰ خرداد - آزاده زارعی، بازیگر
- ۲۵ خرداد - حسن رحیمی، کشتی‌گیر
- ۳۱ خرداد - راحله آسمانی، تکواندوکار

### تیر

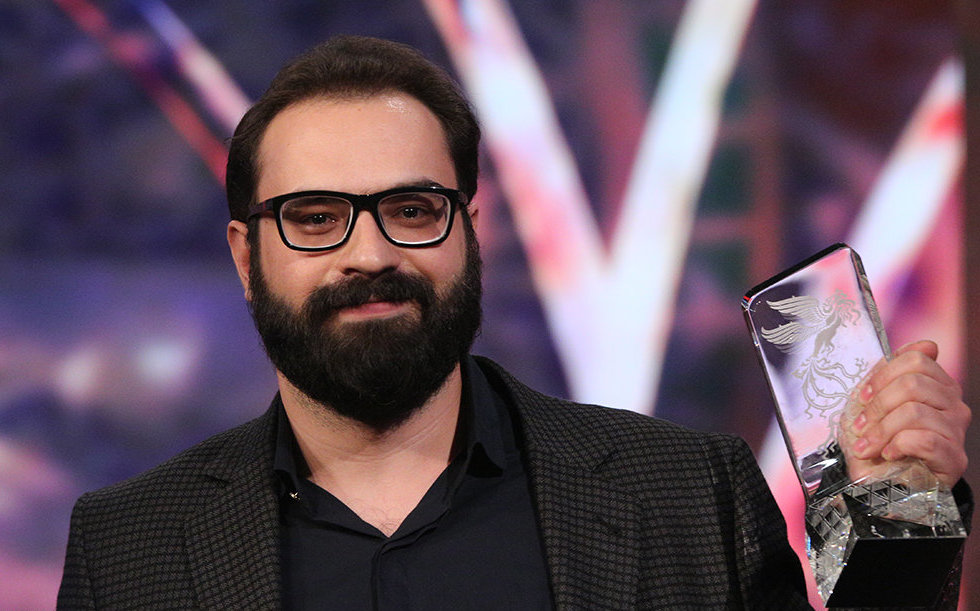
محمد داوودی

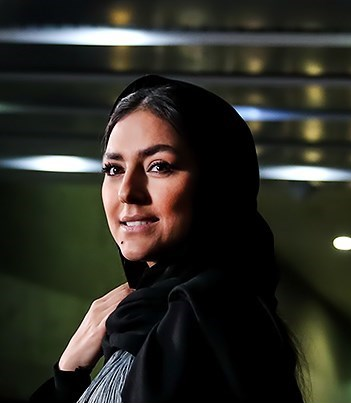
هدی زین‌العابدین

- تیر - سیاوش کامکار، نوازندهٔ سنتور
- تیر - محمد داوودی، فیلمنامه‌نویس و کارگردان
- ۱۱ تیر - هدی زین‌العابدین، بازیگر
- ۲۰ تیر - میلاد جعفری، فوتبالیست
- ۲۱ تیر - محمدحسن صنوبر، والیبالیست
- ۲۴ تیر - کیوان قنبرزاده، ورزشکار پرش ارتفاع

### مرداد
- ۱ مرداد - حمید بوحمدان، فوتبالیست

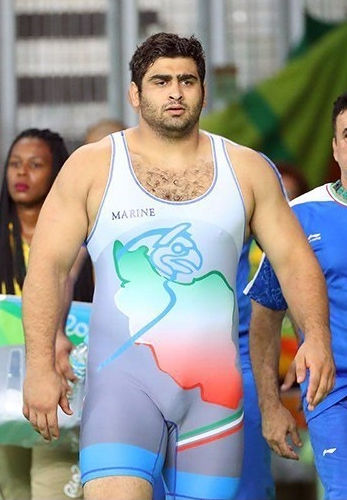
بشیر باباجان‌زاده

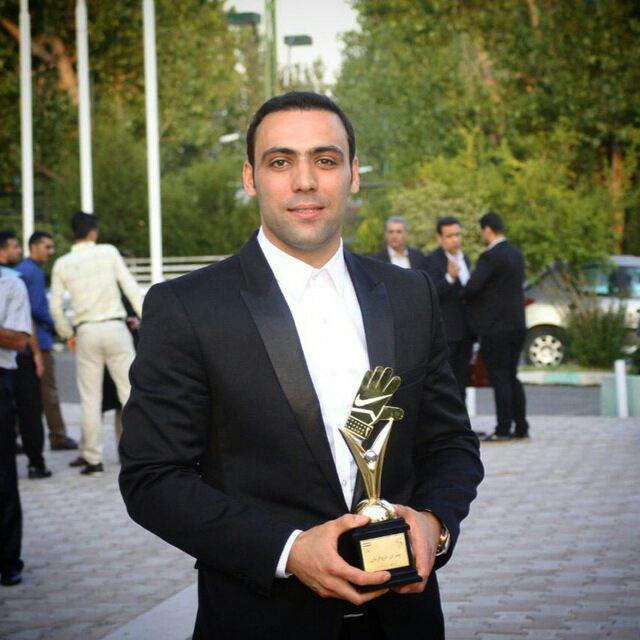
سپهر محمدی

- ۱۷ مرداد - سپهر محمدی، بازیکن فوتسال
- ۱۸ مرداد - مجید قیدی، کماندار
- ۲۲ مرداد - آرمان قاسمی، فوتبالیست
- ۲۹ مرداد - بشیر باباجان‌زاده، کشتی‌گیر فرنگی‌کار
- ۳۰ مرداد - فاطمه چالاکی، کاراته‌کا

### شهریور

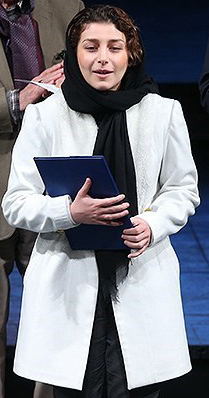
پریسا پیرزاده

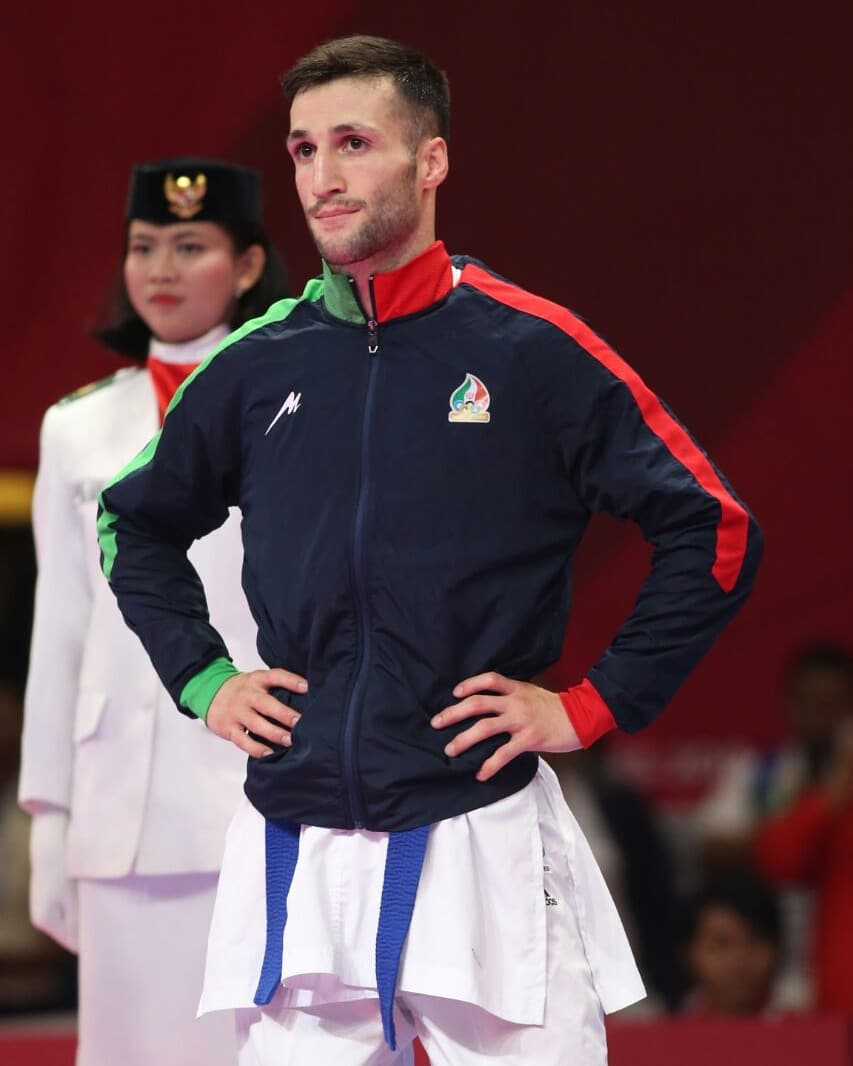
امیر مهدی‌زاده

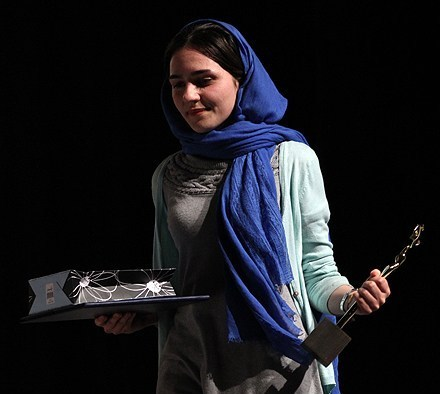
مونا احمدی

- شهریور - سعید شیرزاد، عضو جمعیت دفاع از کودکان کار و خیابان و زندانی سیاسی
- شهریور - مونا احمدی، بازیگر
- ۶ شهریور - فرهاد قائمی، والیبالیست
- ۱۹ شهریور - نغمه مرادی، بازیکن فوتسال
- ۲۵ شهریور - پریسا پیرزاده، موسیقی‌دان و نوازندهٔ ویولن
- ۳۰ شهریور - امیر مهدی‌زاده، کاراته‌کا
- ۳۱ شهریور - سید امین علوی، والیبالیست

### مهر
- ۱ مهر - بختیار رحمانی، فوتبالیست
- ۱۵ مهر - مهرداد جماعتی، فوتبالیست
- ۱۸ مهر - مهران زارع، والیبالیست

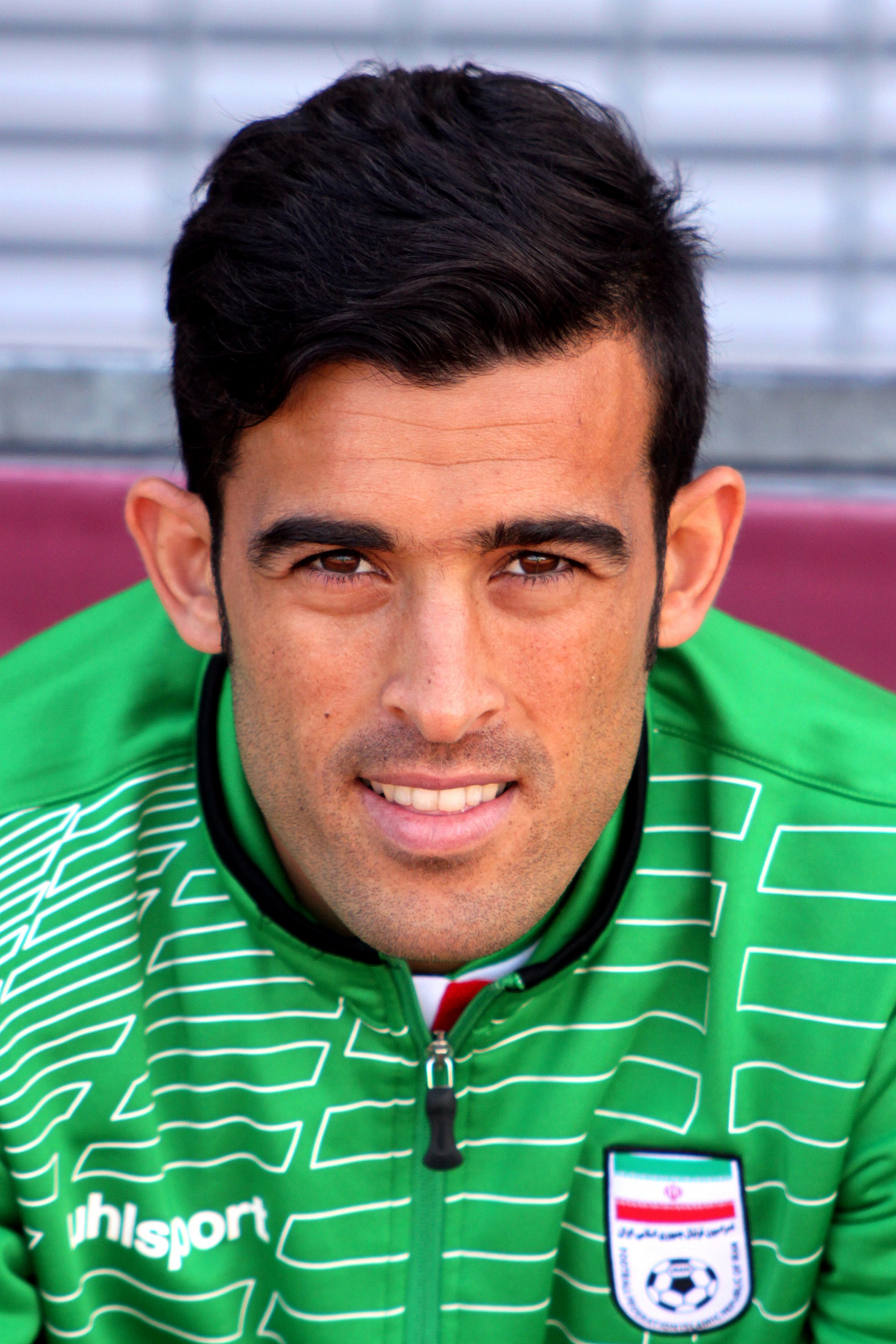
بختیار رحمانی

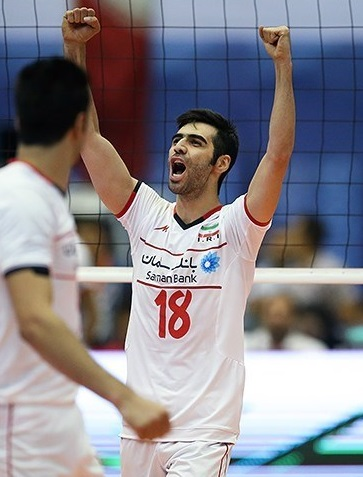
محمدطاهر وادی

- ۱۹ مهر - محمدطاهر وادی، والیبالیست

### آبان

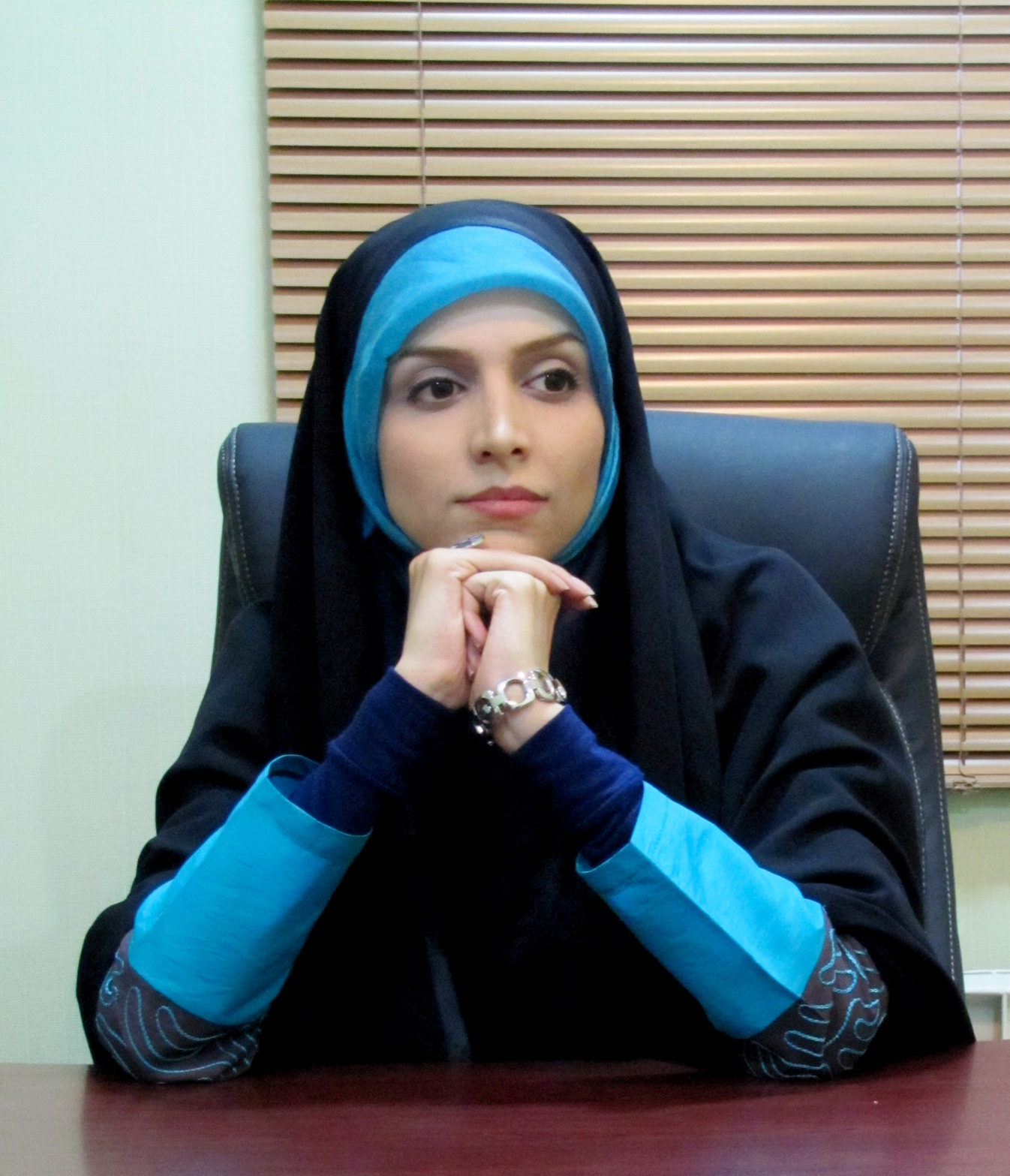
مژده لواسانی

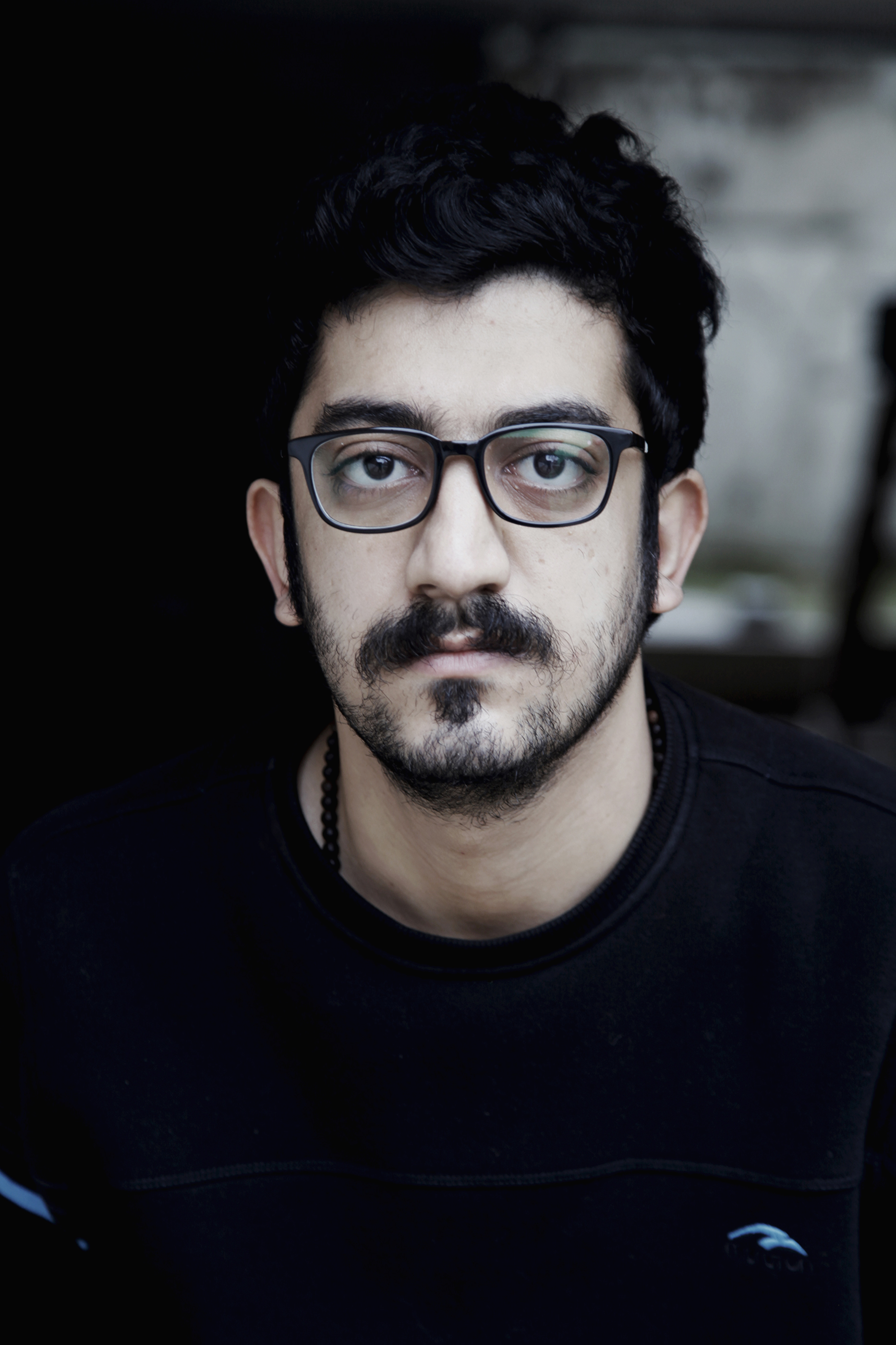
مهدی رجبیان

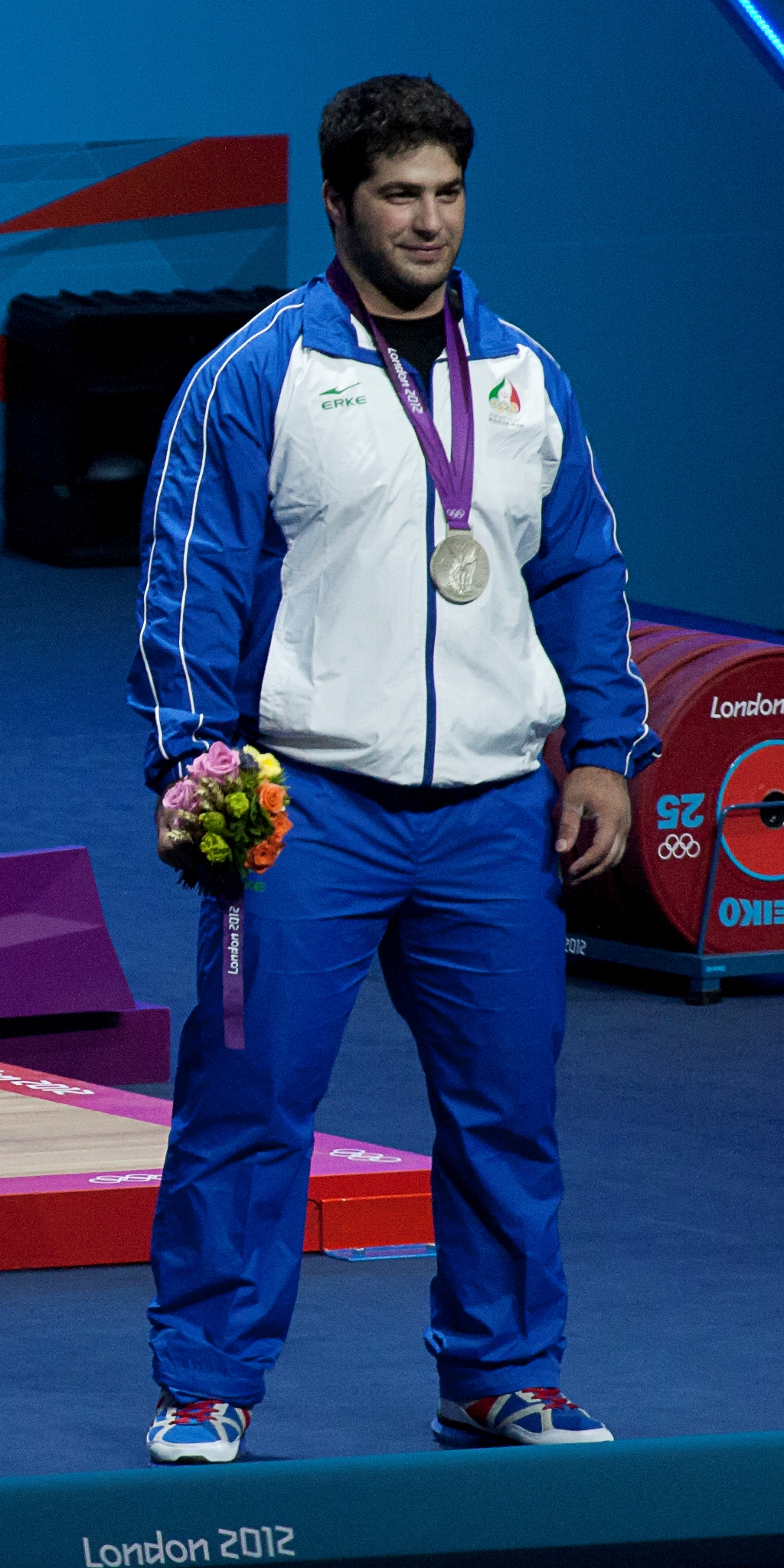
نواب نصیرشلال

- آبان - مهدی رجبیان، آهنگساز و نوازندهٔ سه‌تار
- ۱ آبان - نواب نصیرشلال، وزنه‌بردار
- ۳ آبان - کوروش محمدخانی، رانندهٔ فرمول یک
- ۱۱ آبان - محمدرضا سنگ‌سفیدی، بازیکن فوتسال
- ۲۰ آبان - مژده لواسانی، مجری، سردبیر، نویسنده، کارگردان و گوینده

### آذر
- ۱ آذر - مهرداد قنبری، فوتبالیست
- ۱۱ آذر - فرید حقیقی، کاراته‌کا

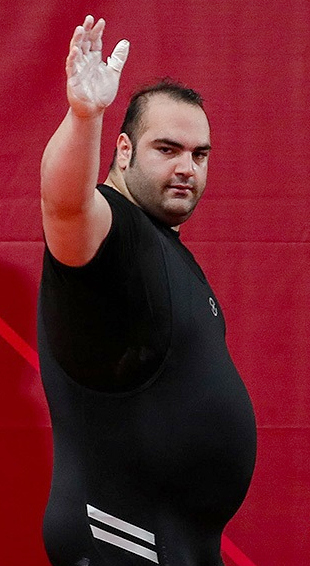
بهداد سلیمی

- ۱۱ آذر - ابوالقاسم عروجی، بازیکن فوتسال
- ۱۷ آذر - بهداد سلیمی، وزنه‌بردار
- ۲۸ آذر - بهناز شفیعی، موتورکراس سوار

### دی
- ۳ دی - رضا رضوی، کونگ‌فوکار
- ۶ دی - سیامک کوروشی، فوتبالیست
- ۱۰ دی - مژگان رحمانی، دارت‌انداز
- ۱۱ دی - یونس شاکری، فوتبالیست
- ۱۵ دی - نازنین بیاتی، بازیگر

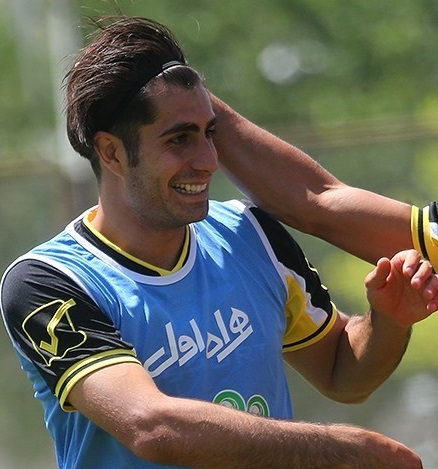
سیامک کوروشی

- ۱۷ دی - رضا افضلی، کشتی‌گیر آزادکار

### بهمن

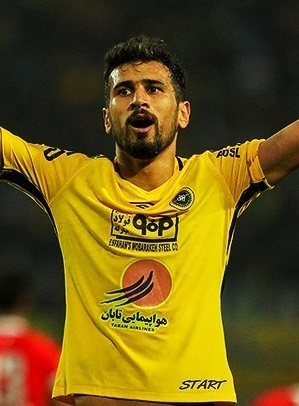
سجاد شهباززاده

- ۲ بهمن - فرزاد فرخ، خواننده، ترانه‌سرا، آهنگساز، تنظیم‌کننده و نوازنده
- ۳ بهمن - سجاد شهباززاده، فوتبالیست
- ۵ بهمن - سجاد عباسی‌امیر، ووشوکار
- ۱۰ بهمن - مهدی دغاغله، فوتبالیست
- ۱۸ بهمن - عیسی آل‌کثیر، فوتبالیست
- ۳۰ بهمن - جاستینا، خوانندهٔ رپ

### اسفند

سهراب اعرابی

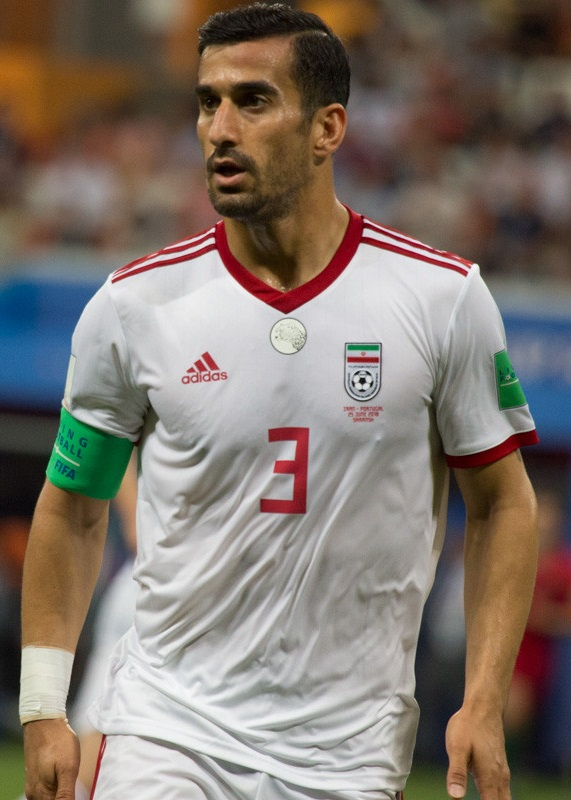
احسان حاج‌صفی

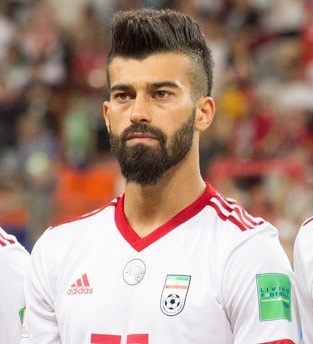
رامین رضاییان

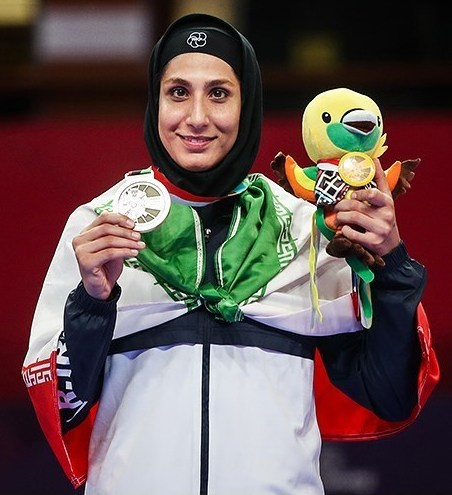
حمیده عباسعلی

- ۱ اسفند - سورن در-بوغوسیان، بسکتبالیست ایرانی ارمنی‌تبار
- ۴ اسفند - سهراب اعرابی، از کشته شدگان تظاهرات‌ها و اعتراض‌های مردمی پس از انتخابات در ایران (مرگ ۱۳۸۸)
- ۴ اسفند - حنانه شهشهانی، بازیگر
- ۵ اسفند - احسان ابوئی، بازیکن هندبال
- ۵ اسفند - مرضیه زارعی، مخترع (مرگ ۱۳۸۷)
- ۶ اسفند - احسان حاج‌صفی، فوتبالیست
- ۱۲ اسفند - فتانه ملک‌محمدی، بازیگر
- ۱۳ اسفند - بهنام بیات، تکواندوکار
- ۱۴ اسفند - هادی علیزاده، کشتی‌گیر
- ۱۵ اسفند - احمدرضا شاه‌حسینی، بازیکن فوتبال پنج نفره
- ۲۳ اسفند - حمیده عباسعلی، تکواندوکار
- ۲۷ اسفند - رامین رضاییان، فوتبالیست

## درگذشت‌ها
فروردین

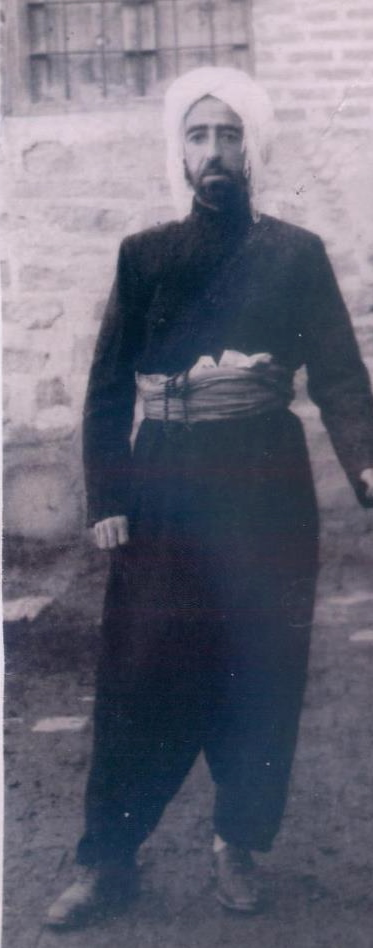
سید کامل امامی

- فروردین - سید کامل امامی، شاعر (زادهٔ ۱۲۸۲)
- فروردین - عزت‌الله یزدان‌پناه، سیاستمدار (زادهٔ ۱۲۹۶)
- فروردین - ابراهیم زمانی آشتیانی، نویسنده و فیلم‌نامه‌نویس (زادهٔ ۱۲۹۴)
- ۶ فروردین - فاطمه مدرسی، مترجم، نویسنده و از اعضای حزب توده ایران (زادهٔ ۱۳۲۷)

اردیبهشت

احسان طبری

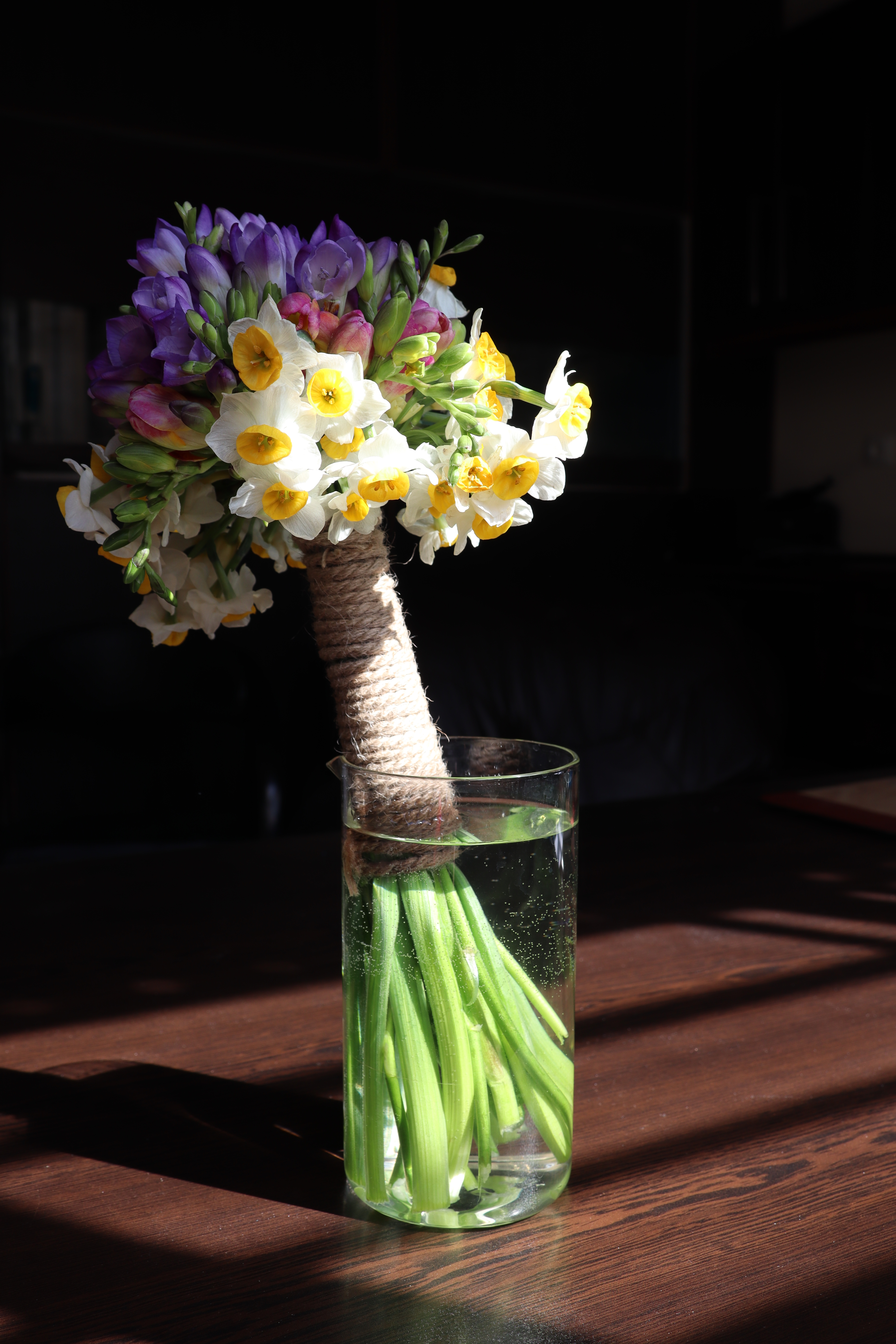
لیلا کسری

- ۹ اردیبهشت - احسان طبری، نویسنده، شاعر، نظریه‌پرداز مارکسیسم-لنینیسم، عضو حزب توده ایران و فیلسوف (زادهٔ ۱۲۹۵)
- ۱۰ اردیبهشت - یوسف کلانتری، شاعر (زادهٔ ۱۲۸۳)
- ۱۵ اردیبهشت - حیدرعلی قلمداران، نویسنده و مترجم (زادهٔ ۱۲۹۲)
- ۲۶ اردیبهشت - لیلا کسری، شاعر، ترانه‌سرا و نویسنده با نام هنری «هدیه» (زادهٔ ۱۳۱۸)

خرداد

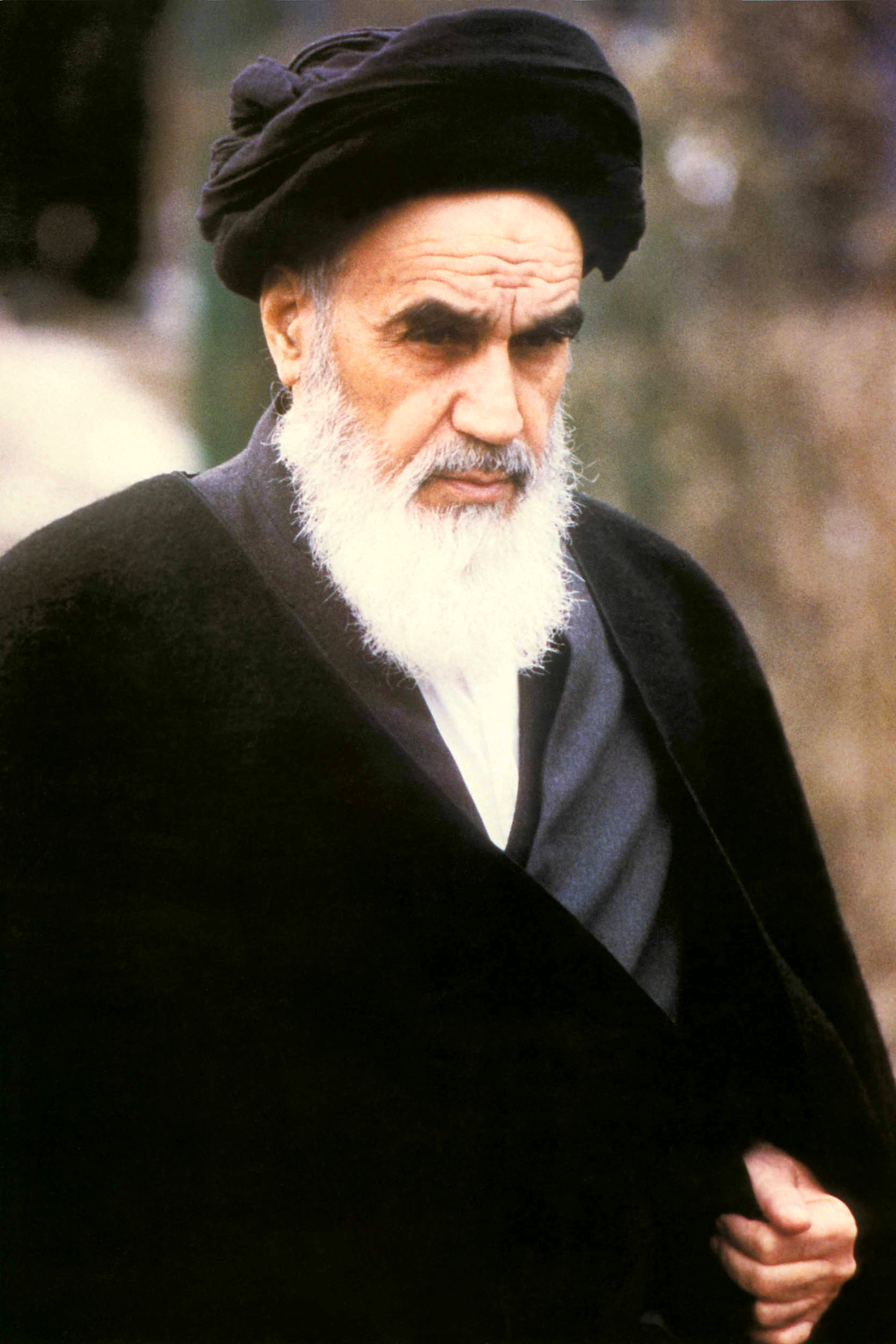
سید روح‌الله خمینی

حسین لنکرانی

- خرداد - مظفر فیروز، سیاستمدار و از نوادگان عبدالحسین میرزا فرمانفرما (زادهٔ ۱۲۸۵)
- ۱ خرداد - رضا هوشمند، بازیگر و چهره‌پرداز (زادهٔ ۱۳۰۲)
- ۱۳ خرداد - سید روح‌الله خمینی، مجتهد، از مراجع تقلید شیعه و رهبر انقلاب ۱۳۵۷ ایران و بنیان‌گذار جمهوری اسلامی و اولین رهبر نظام جمهوری اسلامی ایران (زادهٔ ۱۲۸۱)
- ۱۸ خرداد - حسین لنکرانی، مدرس حوزه علمیه و سیاستمدار (زادهٔ ۱۲۶۸)

تیر
- ۲ تیر. میشل عفلق: بنیان‌گذار مسیحی حزب بعث سوریه و رییس حزب بعث عراق.
- ۷ تیر - عبدالعلی وزیری خواننده (زادهٔ ۱۲۹۰)
- ۱۲ تیر - زین‌العابدین رهنما، نویسنده، مترجم و روزنامه‌نگار (زادهٔ ۱۲۷۳)
- ۲۲ تیر - عبدالرحمان قاسملو، فعال سیاسی چپ‌گرا و دبیرکل حزب دموکرات کردستان ایران و از قربانیان قتل‌های زنجیره‌ای ایران (زادهٔ ۱۳۰۹)

مرداد

داوود منشی‌زاده

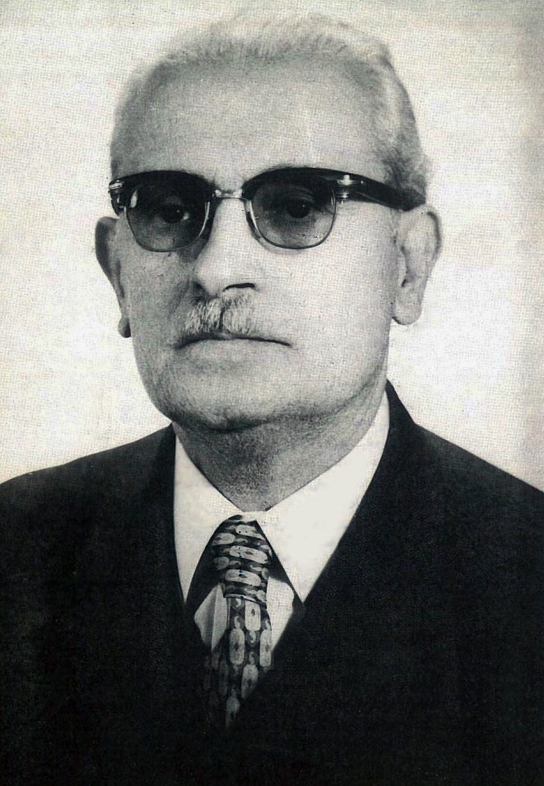
علی سامی

- مرداد - محمدولی فرمانفرمائیان، از شاهزادگان قاجار و سومین پسر عبدالحسین میرزا فرمانفرما (زادهٔ ۱۲۶۹)
- ۱۲ مرداد - محسن بدیع، کارگردان (زادهٔ ۱۲۸۷)
- ۱۳ مرداد - داوود منشی‌زاده، نویسنده، زبان‌شناس، بنیان‌گذار حزب سومکا و هوادار ایدئولوژی نازیسم (زادهٔ ۱۲۹۴)
- ۲۲ مرداد - علی سامی، نویسنده، محقق و استاد دانشگاه (زادهٔ ۱۲۸۹)

شهریور

عزت روح‌بخش

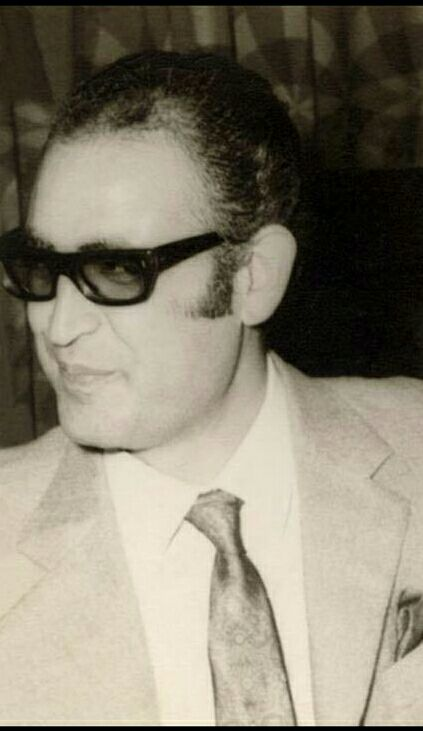
منوچهر محجوبی

- شهریور - عزت روح‌بخش، خواننده (زادهٔ ۱۲۸۷)
- ۴ شهریور - غلام کشاورز، عضو اتحاد مبارزان کمونیست و کومله زحمتکشان کردستان و از قربانیان قتل‌های زنجیره‌ای ایران (زادهٔ ۱۳۳۴)
- ۱۱ شهریور - منوچهر محجوبی، نویسنده، شاعر، طنزنویس و محقق (زادهٔ ۱۳۱۵)
- ۱۳ شهریور - صدیق کمانگر، فعال سیاسی کمونیست کرد، وکیل، از اعضای بنیانگذار حزب کومله و حزب کمونیست ایران و از قربانیان قتل‌های زنجیره‌ای ایران (زادهٔ ۱۳۲۵)

مهر

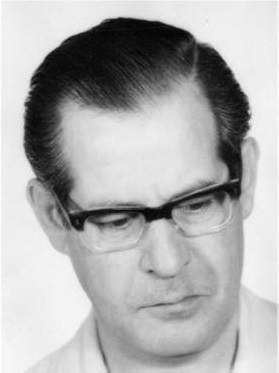
مرتضی حنانه

- مهر - نصرالله فاطمی، عارف، استاد دانشگاه و نویسنده (زادهٔ ۱۲۷۹)
- مهر - محمود لطفی، بازیگر "شیرعلی قصاب دایی‌جان ناپلئون (مجموعه تلویزیونی)" (زادهٔ ۱۳۰۰)
- ۲۴ مهر - مرتضی حنانه، موسیقی‌دان و آهنگساز (زادهٔ ۱۳۰۱)

آبان

آرشاویر در آوانسیان

- آبان - آرشاویر در آوانسیان، بنیان‌گذار خام‌گیاه‌خواری در ایران (زادهٔ ۱۲۷۶)
- ۲ آبان - میرزا جوادآقا تهرانی، فقیه و مدرس (زادهٔ ۱۲۸۳)
- ۷ آبان - سید عبدالله ضیایی‌نیا، سیاستمدار (زادهٔ ۱۳۰۲)

آذر

عباس یمینی‌شریف

گنجعلی صباحی

- آذر - گنجعلی صباحی، نویسنده (زادهٔ ۱۲۸۵)
- ۲۱ آذر - غلامرضا قدسی، شاعر (زادهٔ ۱۳۰۴)
- ۲۸ آذر - عباس یمینی‌شریف، نویسنده و مترجم (زادهٔ ۱۲۹۸)

دی

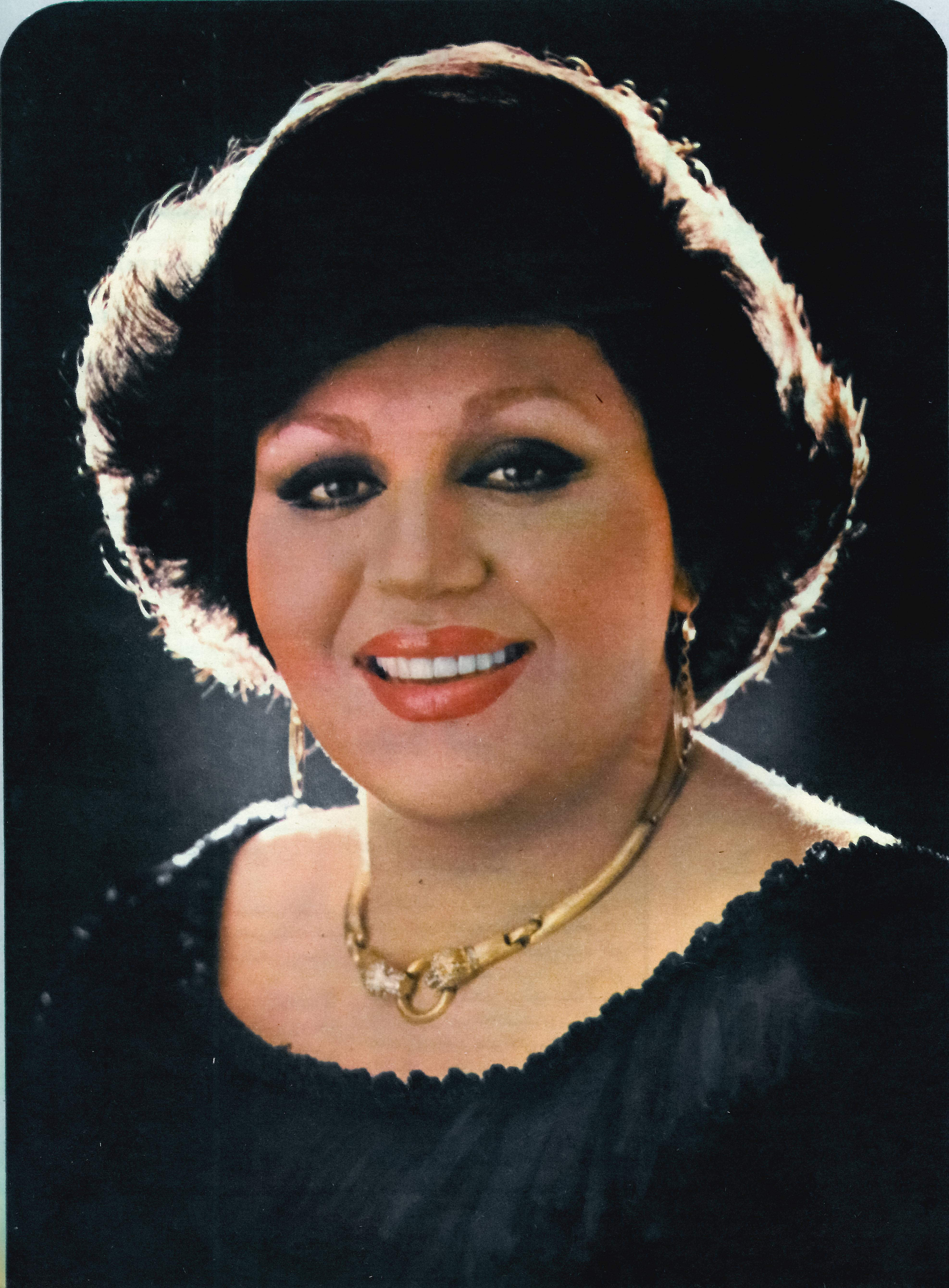
هایده

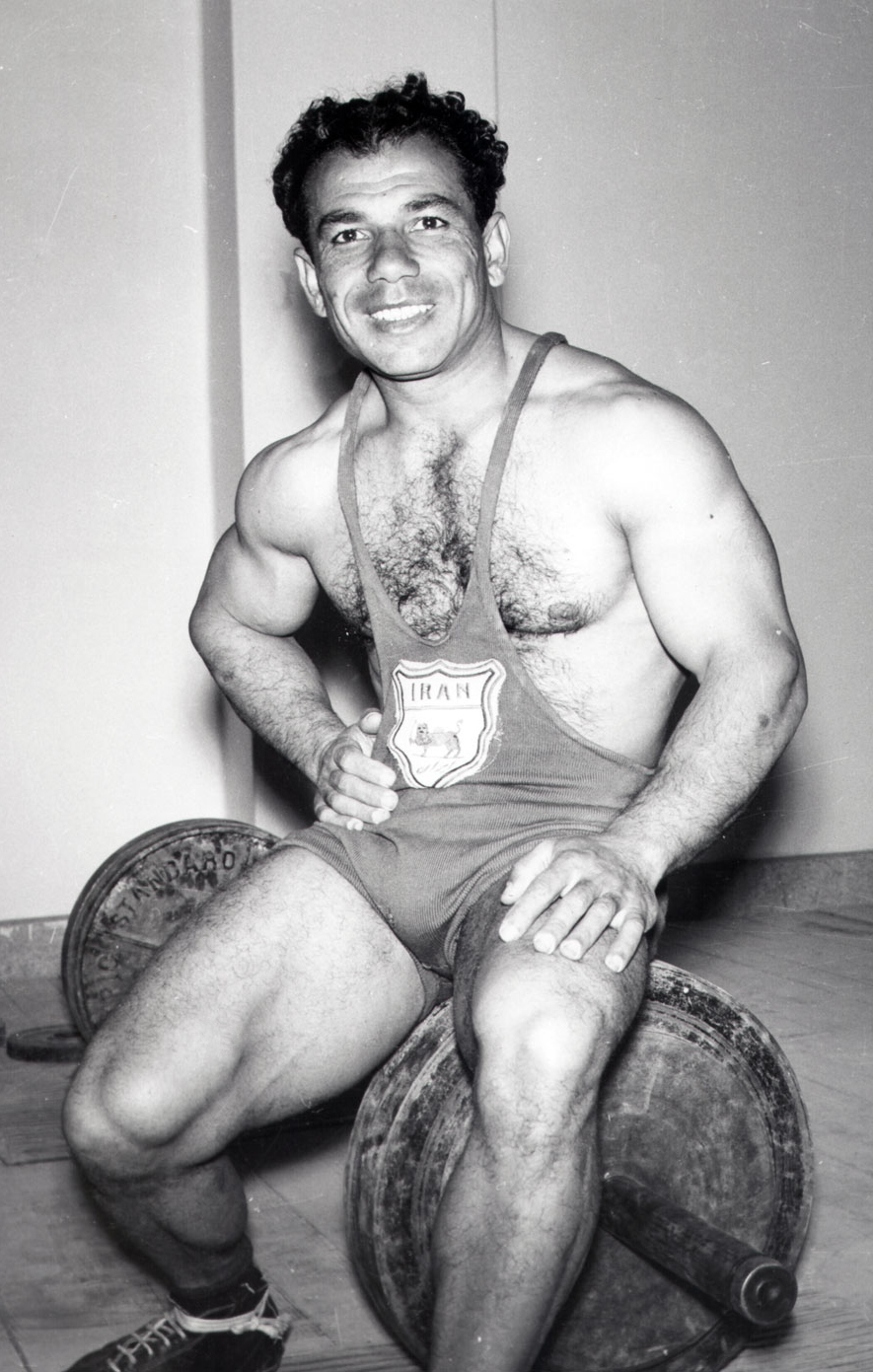
محمود نامجوی

- ۲۲ دی - صدیقه پهلوی، نخستین فرزند رضاشاه (زادهٔ ۱۲۹۵)
- ۳۰ دی - هایده، خواننده (زادهٔ ۱۳۲۱)
- ۳۰ دی - محمود نامجوی، وزنه‌بردار (زادهٔ ۱۲۹۷)

بهمن

اسماعیل علم‌خواه

- بهمن - اسماعیل علم‌خواه، کشتی‌گیر آزادکار (زادهٔ ۱۳۱۵)
- ۱۰ بهمن - حسنعلی نجابت، عارف (زادهٔ ۱۲۹۶)
- ۲۰ بهمن - رضا مشایخی، نویسنده و مترجم (زادهٔ ۱۲۸۴)

اسفند

حسین قوامی

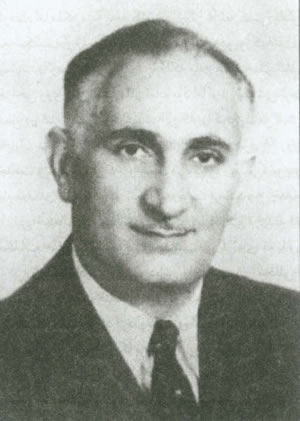
حبیب‌الله ثابت

- ۱ اسفند - حبیب‌الله ثابت، بازرگان، کارآفرین و پایه‌گذار سازمان رادیو تلویزیون ملی ایران و کارخانه پپسی (زادهٔ ۱۲۸۲)
- ۱۷ اسفند - حسین قوامی، خواننده (زادهٔ ۱۲۸۸)